# Moema Libera Viezzer
Moema Allibera Viezzer (Caxias do Sul, Brasil, 1938) és una escriptora, sociòloga i feminista brasilera.
Va treballar en projectes educatius a la Regió Nord-est del Brasil. La marxar a l'exili durant el règim militar: entre 1973 i 1974 treballà al Perú, Anglaterra i Mèxic. Després de l'amnistia, retorna al Brasil, i el 1980 funda la Xarxa Dona d'Educació.
La seua principal obra és Si em permeten parlar... Domitila (1976), llibre testimonial que recupera la història real de la militant feminista i obrera boliviana Domitila Barrios de Chúngara, a qui conegué el 1975, durant un acte de l'Any Internacional de la Dona, a Mèxic.

## Obra
- Si em permeten parlar...
- O problema não està na mulher (1989) (El problema no rau en la dona)[4]

## Reconeixements
Va rebre el 2007 el Diploma Bertha Lutz del Senat brasiler. Fou una de les 52 brasileres incloses en la candidatura de 1.000 Dones per al Premi Nobel de la Pau el 2005.